# Ocyptamus bivittatus
Ocyptamus bivittatus är en tvåvingeart som först beskrevs av Charles Howard Curran 1941.  Ocyptamus bivittatus ingår i släktet Ocyptamus och familjen blomflugor. Inga underarter finns listade i Catalogue of Life.